# Мреже за доставу садржаја
Мреже за доставу садржаја или мрежа за дистрибуцију садржаја (CDN - content delivery network or content distribution network) је велики дистрибутивни систем сервера) распоређених у више центара података широм интернета. Циљ CDN-а је да садржај крајњим корисницима достави уз високе перформансе и максималну доступност. CDN мреже данас достављају велики део интернет садржаја, укључујући веб објекте (текст, графику и програмске скрипте), објекте за преузимање (мултимедијалне датотеке, софтвер, документи), апликације (е-трговина, портали, „оn-line“ учење, „multiplayer“ игре), „streaming“ медије (аудио и видео садржаје уживо или на захтев) и друштвене мреже.
Провајдери садржаја, на пример медијске компаније или продавци преко е-трговине, плаћају CDN операторима за доставу садржаја клијентима и крајњим корисницима. За узврат, CDN плаћа интернет провајдерима, телекомуникационим и мрежним операторима хостинг за сервере у њиховим центрима података. Осим боље перформансе и доступности, CDN растерећује саобраћај који се одвија сопственом инфраструктуром провајдера садржаја, и тако им смањује трошкове пословања. Уз то CDN обезбеђује провајдерима садржаја већи степен заштите од DoS напада користећи инфраструктуру великих дистрибуираних сервера способних да савладају саобраћај нападача. Док су већина ранијих CDN сервера испоручивали садржај користећи наменске сервере који су били у власништву и поседу CDN оператора, однедавно постоји тренд да се користи хибридни модел базиран на Р2Р технологији. У хибридном моделу садржај се доставља коришћењем и наменских сервера али и рачунара крајњих корисника ако је то применљиво.

## Начин рада
Већина CDN (мрежа за доставу садржаја) ради на интернету као провајдер апликативних сервиса (ASP - application service provider), познат и као софтвер на захтев или софтвер као сервис (SaaS). Све већи број власника интернет мрежа су сачинили сопствене CDN-e да би побољшали доставу садржаја у мрежи, смањили захтеве за додатну телекомуникациону инфраструктуру и остварили већу зараду. Овим се укључује понуда приступа на „стриминг“ медије за претплатнике интернет сервиса. Неке веће софтверске фирме као Microsoft направили су сопствену CDN у тандему са сопственим производима. Примери укључују Microsoft Azure CDN и Amazon CloudFront. Садржај (потенцијално више копија) може постојати на неколико сервера. Када корисник сачини захтев са именом CDN хоста, DNS ће одредити оптимални сервер, на основу локације, доступности и других мерила, и тај сервер ће обрадити захтев.

## Технологија
CDN чворови су обично распоређени на више локација, често преко више интернет окосница. Предности CDN укључују смањење трошкова за пропусни опсег, побољшање времена учитавања странице или увећање глобалне доступности садржаја. Број чворова и сервера који чине CDN варира у зависности од архитектуре, код неких CDN постоји више хиљада чворова са десетинама хиљада сервера на много удаљених тачака приступа (PoPs), док други граде глобалне мреже и имају мали број географских PoPs-a.
Захтев за садржај је обично алгоритамски усмерен на чворове који су на неки начин оптимални. Када се оптимизује извршење, онда се бира локација најбоља за испоруку садржаја клијенту. Ово се одређује избором локације са најмањим бројем прескока (hops), са најбржим одзивом, и најбољом доступношћу сервера. Када се оптимизација врши према трошку бирају се најјефтиније локације. У идеалном сценарију ова два циља често могу бити остварива, јер сервери који су најближи крајњем кориснику могу бити најповољнији и по цени и по перформансама.
Већина CDN провајдера пружају своје услуге преко скупа приступних тачака, које зависе од жељене географске покривености, на пример територија САД, Глобална мрежа, област Азија-Пацифик итд. Овај скуп приступних тачака (sets of PoPs) се може назвати "edges" или "edge networks" (енглески: edges – српски: рубови, ивице), што алудира на руб интернета, а представља део CDN опреме који је физички најближи крајњем кориснику.
CDN рубна мрежа (ивична мрежа) шири се од извора у дубину интернета, преко унајмњенијих линија или преко комутационих система, на остале сервере мреже.

## Технике умрежавања
Интернет је дизајниран у складу са „end-to-end“ принципом. Овај принцип чини језгро мреже релативно простим, а интелигенција је што је могуће више померена на крајње тачке мреже: хостове и клијенте. Као резултат тога језгро мреже је специјализовано, упрошћено и оптимизовано само да прослеђивање пакета података.
Мрежа за доставу садржаја повећавају енд-то-енд транспорт, додељујући мноштво интелигентних апликација које користе технике дизајниране за оптимизацију доставе садржаја. Добијени високо интегрисани склоп користи веб кешинг, уравнотежење оптерећења сервера, рутирање и сервисе садржаја. Ове технике су укратко описане у наставку. Веб кеш складишти популаран садржај на серверима који имају највећу потражњу за тај садржај. Ове заједнички мрежни склопови смањују потребу за повећањем пропусног опсега, смањују оптерећење сервера, клијенту побољшавају време одзива за садржаје ускладиштене у кешу. Уравнотежење оптерећења сервера користи једну или више софтверских техника базираних на сервисима за глобално уравнотежење оптерећења или хардверски техника са слој 4-7 прекидачима, такође познатих као веб прекидач, прекидач садржаја или вишеслојни прекидач за дељење саобраћаја међу бројним серверима или веб кешевима.
Прекидачу се додељује виртуелна IP адреса. Саобраћај се по доласку на прекидач усмерава на један од веб сервера повезаних преко прекидача. Ово доприноси уравнотежењу оптерећења, повећању укупног капацитета, побољшању прилагодљивости и повећању поузданости помоћу прерасподеле оптерећења неисправног веб сервера и обезбеђење провере исправности сервера.
Кластер садржаја или сервисни чвор се може формирати помоћу слој 4-7 прекидача који уравнотежују оптерећење бројних сервера или бројних подмрежа. Захтев за рутирање усмерава захтеве клијената на извор садржаја који може најбоље да опслужи клијента. То може да подразумева усмеравање захтева клијента на сервисни чвор који је најближи клијенту, или на онај са највећим капацитетом. Различити алгоритми се користе за рутирање захтева. Ово укључује глобално уравнотежење оптерећења сервера (Global Server Load Balancing), рутирање базирано на DNS, динамичка генерација метафајла, HTML преписивање и „anycasting“. Близина – избор најближег сервисног чвора, се процењује коришћењем различитих техника укључујући реактивно сондирање, проактивно сондирање и праћење конекција. CDN користе разноврсне методе доставе садржаја, укључујући и ручно копирање, активно веб кеширање и глобално хардверско уравнотежење оптерећења.